# Clemente Maria da Silva-Nigra
Ludwig Grieshaber, mais conhecido como dom Clemente Maria da Silva-Nigra (Schonach, 17 de julho de 1903 — Sacra Família do Tinguá, 30 de julho de 1987) foi um sacerdote católico, monge beneditino, arquivista, professor e historiador alemão naturalizado brasileiro, autor de obra vasta e seminal nos campos da história da arte e arquitetura do Brasil Colonial.

## Biografia
Filho do padeiro Joseph Grieshaber e Anna Kopp, nasceu em 17 de julho de 1903 em Schonach, Alemanha, recebendo no batismo o nome Ludwig Grieshaber. Teve as irmãs Rosa (*1905) e Berta (*1907). Sua família era pobre. Iniciou seus estudos no ginásio de Triberg. Em 1916 já havia firmado a decisão de entrar para a vida religiosa e começou a receber aulas particulares de latim e grego do padre Wacker. Solicitou admissão na Escola Secundária Grão-Ducal de Constança, com carta de recomendação do vigário de Triberg, Paul Fries, que disse: "O peticionário, um menino grande e forte, sem deficiências físicas ou problemas hereditários, é bastante talentoso e um aluno diligente. Ele mostra um aguçado senso de questões religiosas e tem grande interesse pela vida da igreja. A conduta moral de Ludwig Grieshaber é muito boa, seu zelo em receber o Santíssimo Sacramento e a frequência à igreja são verdadeiramente louváveis. Ele também se destacou como coroinha pelo zelo e comportamento piedoso e há muito tempo presta serviço ao sacristão, tendo habilidade em emergências". Seu pedido foi atendido, e ali permaneceu até 1922, quando uma palestra sobre o Brasil ministrada por um beneditino baiano exerceu sobre ele profunda impressão.
Rapidamente ligou-se ao monge e com um grupo de amigos partiu para o Brasil em 15 de julho de 1922, chegando a Salvador da Bahia no dia 13 de agosto. No mesmo ano entrou para a Ordem de São Bento de Salvador, adotando o nome Clemente Maria em homenagem a São Clemente Maria Hofbauer, a quem admirava. O sobrenome Silva-Nigra é a latinização de Floresta Negra, que caracteriza a região onde nasceu. Proferiu os votos solenes em 6 de dezembro de 1923. Realizou estudos superiores de Filosofia e Teologia no instituto beneditino do Rio de Janeiro e foi ordenado sacerdote em 16 de dezembro de 1928. Logo começou a lecionar em escolas beneditinas do Rio de Janeiro, São Paulo e Bahia. De 1930 a 1932 cursou Artes Plásticas em Roma. Recebeu a cidadania brasileira em 16 de setembro de 1933.
Foi vice-reitor do mosteiro de São Paulo e serviu como capelão da Marinha na Ilha das Cobras. Participou de diversos congressos internacionais na Europa e nos Estados Unidos. Em 1938 organizou uma grande mostra de arte e história nas comemorações do tricentenário do colonizador holandês Maurício de Nassau, em 1940 foi admitido como perito de arte efetivo do antigo Serviço do Patrimônio Histórico e Artístico Nacional (SPHAN), disponibilizando sua vasta biblioteca pessoal para uso de pesquisadores, em 1941 foi encarregado pela Ordem Beneditina Brasileira de organizar os valiosos arquivos da Ordem, e foi indicado delegado do SPHAN junto aos mosteiros.
Foi recebido como sócio do Instituto Histórico e Geográfico Brasileiro em 1954, e no parecer positivo da Comissão de Admissão de Sócios consta: "O ilustre beneditino é uma das grandes figuras da moderna historiografia brasileira. Sua bagagem literária é das maiores e das melhores". A partir de 1956 permaneceu na Europa pesquisando fontes sobre a arte brasileira, sendo convidado em 1958 por Edgard Santos, reitor da Universidade Federal da Bahia, para organizar um museu, que resultou no Museu de Arte Sacra, inaugurado em 1959, assumindo sua direção por treze anos e sendo responsável pela aquisição do núcleo fundador da coleção, composto por peças de arte colonial brasileira de grande relevância. Na década de 1960 foi pesquisador visitante na Academia de Ciências de Leningrado e em 1965 integrou uma missão cultural do Brasil na antiga União Soviética, voltada para a recuperação historiográfica da Expedição Langsdorff. Também foi membro do Conselho Internacional de Museus.
Faleceu em Sacra Família do Tinguá em 30 de julho de 1987, amplamente reconhecido como uma das maiores autoridades em arte colonial brasileira, e deixando uma grande bibliografia publicada.

## Legado
Silva-Nigra é um importante autor de referência e foi o responsável pela redescoberta de importantes artistas do Brasil Colônia, escrevendo monografias pioneiras sobre frei Agostinho da Piedade, frei Agostinho de Jesus, frei Ricardo do Pilar e o Mestre de Angra dos Reis, o arquiteto Francisco Frias de Mesquita e os arquitetos freis Bernardo de São Bento Correia e Macário de São João.
O historiador José Valladares escreveu em 1957: "Muito antes de se lançar nas pesquisas que agora vão tomando a forma de livros fundamentais para a história da arte no Brasil, já era bastante conhecido e respeitado entre nós, pelas suas contribuições à Revista do Instituto Histórico, assim como aos Anais do Arquivo Público". Segundo o pesquisador Rafael Schunk, o legado que deixou na historiografia da arte é "monumental", sendo "considerado um dos maiores pesquisadores de nossa arte sacra". Para o pesquisador Agesilau Almada "pode-se afirmar que este foi o biógrafo mais importante dos artistas escultores beneditinos". Na opinião do historiador Clarival do Prado Valladares, 
"O trabalho do historiador e crítico Silva-Nigra nos conduz ao melhor entendimento de monumentos antes agrupados, por critério de data, à generalidade e imprecisão do denominado Barroco brasileiro, isto é, tudo que se produziu no correr dos Seiscentos e Setecentos. Seria impróprio chamá-lo de cronista dos beneditinos, uma vez que sua correta posição é a de analista da História das Artes Religiosas no Brasil, sobretudo do século XVII, utilizando como área de observação o acervo e a crônica da Ordem Beneditina. [...] Ele recompõe o biografado na dimensão da obra identificada e historiada, dando-lhe perenidade. Evita, sob rígido critério, a polêmica estéril ou a especulação anódina de contingências ou, até mesmo, de aparentes contradições nas fontes, a fim de não diminuir a grandeza inerente à qualidade artística do objeto que analisa, em conotação à matéria biográfica que pesquisa".
Publicou muitos artigos em revistas especializadas. Entre seus livros e monografias destacam-se:
- Frei Bernardo de São Bento, o arquiteto seiscentista do Rio de Janeiro (1950)
- Construtores e Artistas do Mosteiro de São Bento do Rio de Janeiro (1950)
- Sobre as artes plásticas na antiga Capitania de S. Vicente (1958)
- O Barão George Henrique de Langsdorff, 1774-1852 – O Grande Cientista Esquecido do Brasil (1966)
- Os dois escultores frei Agostinho da Piedade – frei Agostinho de Jesus e o arquiteto frei Macário de São João (1971)
- Convento de Santa Teresa, Museu de Arte Sacra da Universidade Federal da Bahia (1972)

## Homenagens
A Biblioteca do Museu de Arte Sacra da UFBA foi batizada com seu nome. Em 1968, comemorando-se o seu 65º aniversário, recebeu muitas homenagens: foi feito cidadão honorário das cidades de Schonach e Triberg, premiado com o Anel de Ouro de Honra da cidade de Triberg e a Cruz do Mérito da República da Alemanha, bem como um doutorado honoris causa da Universidade Federal da Bahia. Em 1980 a escola primária e secundária de Schonach foi batizada com seu nome.